# Argentan
Argentan je francouzská obec v departementu Orne v regionu Normandie, asi 55 km vzdušnou čarou jižně od Caen a 175 km západně od Paříže.
V roce 2011 zde žilo 14 787 obyvatel. Je centrem arrondissementu Argentan.

## Vývoj počtu obyvatel
Počet obyvatel 